# NRW-Express
| |                                                      |                                      |                                      |
| Kursbuchstrecke (DB): | 480 (Aachen–Köln) 415 (Köln–Hamm) 430 (Hamm–Warburg) |                                      |                                      |
| Streckenlänge: | 218 km                                               |                                      |                                      |
| Streckengeschwindigkeit: | 160 km/h                                             |                                      |                                      |
| |                                                      |                                      |                                      |
| Bundesland: | Nordrhein-Westfalen                                  |                                      |                                      |
| Betreiber: | National Express                                     |                                      |                                      |
| Zuglauf |                                                      |                                      |                                      |
| \| \| 218 \| Hamm (Westfalen) Hauptbahnhof \| ICE, IC \| \| \| 210 \| Bönen-Nordbögge (zweistündlich) \| Bönen-Nordbögge (zweistündlich) \| \| \| 203 \| Kamen \| Kamen \| \| \| 199 \| Kamen-Methler \| Kamen-Methler \| \| \| 197 \| Dortmund-Kurl \| Dortmund-Kurl \| \| \| 193 \| Dortmund-Scharnhorst (zweistündlich) \| Dortmund-Scharnhorst (zweistündlich) \| \| \| 187 \| Dortmund Hauptbahnhof \| EST, ICE, IC, U \| \| \| 169 \| Bochum Hauptbahnhof \| ICE, IC, U, Tram \| \| \| 162 \| Wattenscheid \| Wattenscheid \| \| \| 153 \| Essen Hauptbahnhof \| EST, ICE, IC, U, Tram \| \| \| 144 \| Mülheim (Ruhr) Hauptbahnhof \| IC, U, Tram \| \| \| 134 \| Duisburg Hauptbahnhof \| EST, ICE, IC, U, Tram \| \| \| 117 \| Düsseldorf Flughafen \| EST, ICE, IC, Sky Train \| \| \| 110 \| Düsseldorf Hauptbahnhof \| EST, ICE, IC, U, Tram \| \| \| 100 \| Düsseldorf-Benrath \| U72 \| \| \| 83 \| Leverkusen Mitte \| Leverkusen Mitte \| \| \| 75 \| Köln-Mülheim \| U, Tram \| \| \| 71 \| Köln Messe/Deutz \| ICE, IC, U, Tram \| \| \| 70 \| Köln Hauptbahnhof \| EST, ICE, IC, U, Tram \| \| \| 67 \| Köln-Ehrenfeld \| U, Tram \| \| \| 52 \| Horrem \| Horrem \| \| \| 31 \| Düren \| ICE, IC \| \| \| 21 \| Langerwehe \| Langerwehe \| \| \| 13 \| Eschweiler Hauptbahnhof \| Eschweiler Hauptbahnhof \| \| \| 10 \| Stolberg (Rheinland) Hauptbahnhof \| Stolberg (Rheinland) Hauptbahnhof \| \| \| 6 \| Eilendorf (nur Verstärkerzüge) \| Eilendorf (nur Verstärkerzüge) \| \| \| 2 \| Aachen-Rothe Erde \| Aachen-Rothe Erde \| \| \| 0 \| Aachen Hauptbahnhof \| EST, ICE, IC \| |                                                      |                                      |                                      |
| Bahnhof | 218                                                  | Hamm (Westfalen) Hauptbahnhof        | ICE, IC                              |
| Bahnhof | 210                                                  | Bönen-Nordbögge (zweistündlich)      | Bönen-Nordbögge (zweistündlich)      |
| Bahnhof | 203                                                  | Kamen                                | Kamen                                |
| Bahnhof | 199                                                  | Kamen-Methler                        | Kamen-Methler                        |
| Bahnhof | 197                                                  | Dortmund-Kurl                        | Dortmund-Kurl                        |
| Bahnhof | 193                                                  | Dortmund-Scharnhorst (zweistündlich) | Dortmund-Scharnhorst (zweistündlich) |
| Bahnhof mit S-Bahn-Halt | 187                                                  | Dortmund Hauptbahnhof                | EST, ICE, IC, U                      |
| Bahnhof mit S-Bahn-Halt | 169                                                  | Bochum Hauptbahnhof                  | ICE, IC, U, Tram                     |
| Bahnhof | 162                                                  | Wattenscheid                         | Wattenscheid                         |
| Bahnhof mit S-Bahn-Halt | 153                                                  | Essen Hauptbahnhof                   | EST, ICE, IC, U, Tram                |
| Bahnhof mit S-Bahn-Halt | 144                                                  | Mülheim (Ruhr) Hauptbahnhof          | IC, U, Tram                          |
| Bahnhof mit S-Bahn-Halt | 134                                                  | Duisburg Hauptbahnhof                | EST, ICE, IC, U, Tram                |
| Bahnhof mit S-Bahn-Halt | 117                                                  | Düsseldorf Flughafen                 | EST, ICE, IC, Sky Train              |
| Bahnhof mit S-Bahn-Halt | 110                                                  | Düsseldorf Hauptbahnhof              | EST, ICE, IC, U, Tram                |
| Bahnhof mit S-Bahn-Halt | 100                                                  | Düsseldorf-Benrath                   | U72                                  |
| Bahnhof mit S-Bahn-Halt | 83                                                   | Leverkusen Mitte                     | Leverkusen Mitte                     |
| Bahnhof mit S-Bahn-Halt | 75                                                   | Köln-Mülheim                         | U, Tram                              |
| Bahnhof mit S-Bahn-Halt | 71                                                   | Köln Messe/Deutz                     | ICE, IC, U, Tram                     |
| Bahnhof mit S-Bahn-Halt | 70                                                   | Köln Hauptbahnhof                    | EST, ICE, IC, U, Tram                |
| Bahnhof mit S-Bahn-Halt | 67                                                   | Köln-Ehrenfeld                       | U, Tram                              |
| Bahnhof mit S-Bahn-Halt | 52                                                   | Horrem                               | Horrem                               |
| Bahnhof mit S-Bahn-Halt | 31                                                   | Düren                                | ICE, IC                              |
| Bahnhof | 21                                                   | Langerwehe                           | Langerwehe                           |
| Bahnhof | 13                                                   | Eschweiler Hauptbahnhof              | Eschweiler Hauptbahnhof              |
| Bahnhof | 10                                                   | Stolberg (Rheinland) Hauptbahnhof    | Stolberg (Rheinland) Hauptbahnhof    |
| Bahnhof | 6                                                    | Eilendorf (nur Verstärkerzüge)       | Eilendorf (nur Verstärkerzüge)       |
| Bahnhof | 2                                                    | Aachen-Rothe Erde                    | Aachen-Rothe Erde                    |
| Bahnhof mit S-Bahn-Halt | 0                                                    | Aachen Hauptbahnhof                  | EST, ICE, IC                         |

Der NRW-Express ist eine Regional-Express-Linie im Nahverkehr Nordrhein-Westfalens von Aachen über Köln, Düsseldorf, Duisburg, Essen, Dortmund nach Hamm mit der Liniennummer RE 1. Die Linie wird als Schienenpersonennahverkehr von National Express betrieben.
Er ist eine der Linien mit der höchsten Auslastung in Deutschland (ca. 110.000 Personen pro Tag, hauptsächlich Berufspendler und Studenten der Rhein-Ruhr-Schiene) und fährt die ganze Nacht durch.

## Geschichte
Der heutige NRW-Express ersetzte nach der Regionalisierung des Nahverkehrs in Deutschland bestehende Eilzugverbindungen (und teilweise auch Schnellzüge) auf den jeweils einzelnen Streckenabschnitten. Etliche Stationen des Fernverkehrs, wie Düsseldorf-Benrath oder Wattenscheid, wurden daraufhin zu Regionalbahnhöfen herabgestuft. Der NRW-Express wurde zunächst als Regionalschnellbahn (RSB 1), anschließend als StadtExpress (SE 1) und später als Regional-Express (RE 1) bezeichnet. Zusammen mit dieser Einstufung wurde an die Linie auch der Name vergeben.
Zunächst fuhren auf der Linie Aachen–Bielefeld Züge mit Loks der Baureihe 110 und sechs – teilweise modernisierten – n-Wagen. Bei Bedarf wurden die Züge auch um weitere Wagen verstärkt. Ab Mitte der 1990er Jahre wurden die Züge aus nicht klimatisierten Doppelstockwagen und Loks der Baureihe 111 gebildet. Kurz darauf wurden auch Steuerwagen geliefert, so dass der Wendezugbetrieb eingeführt werden konnte. Ab 1998 konnten zunehmend auch klimatisierte Doppelstockwagen beobachtet werden, jedoch konnten erst nach der Expo 2000 alle Züge des NRW-Express mit neuen, klimatisierten und für 160 km/h zugelassenen Wagen bestückt werden. Die Bespannung erfolgte nun zumeist mit Loks der Baureihe 145, welche für den Expo-Einsatz mit einem Nahverkehrs-Paket ausgerüstet worden waren. Bis zu diesem Zeitpunkt war ein Erreichen der 160 km/h nur bei Bespannung mit der Baureihe 111 möglich gewesen.
Mit den leistungsfähigeren Drehstromloks hatte man während der Expo 2000 in Hannover gute Erfahrungen gemacht, so dass man sich von ihrem Einsatz vor dem NRW-Express eine verbesserte Fahrplanstabilität durch die bessere Beschleunigung erhoffte. Gleichzeitig wurde eine 160 km/h schnelle Nahverkehrsvariante der Baureihe 145 als Baureihe 146 bestellt, die ab Herbst 2001 eintraf und zuerst auf dem NRW-Express eingesetzt wurde.
Der RE 1 fuhr mit sehr attraktiven Fahrzeiten in einer überholungsfreien Fahrplantrasse zwischen Fernverkehrszügen durch NRW und hatte in Bielefeld gute Anschlüsse in Richtung Hannover, wodurch der Zug auch am Wochenende durch Fernreisende als Teil der sogenannten Wochenend-Ticket-Rennstrecke nach Berlin und Hamburg stark frequentiert wurde. Diese Attraktivität entwickelte sich zum Problem, da die Züge häufig überfüllt waren. Eine Verlängerung der Züge um zusätzliche Wagen scheiterte jedoch zu Zeiten der einstöckigen Wagen an den zu kurzen Bahnsteigen und nun seit Einsatz der Doppelstockwagen an knappen Fahrzeugbeständen und der durch das höhere Gewicht hervorgerufenen Fahrzeitverlängerung (lediglich während weniger Fahrplanperioden wurde ein Umlauf aus sechs Doppelstockwagen gebildet). Durch die hohe Besetzung reichen häufig die Aufenthaltszeiten nicht aus, so dass es zu Verspätungen kam und kommt. Auch verspätete Fernverkehrszüge hatten und haben starken Einfluss auf die Pünktlichkeit des NRW-Express. Verschärft wurde die Situation mehrfach, als DB Regio zu den Fahrplanwechseln versuchte, durch Verkürzung der Wendezeit in Bielefeld von 70 auf 10 Minuten eine Zuggarnitur einzusparen, wodurch Verspätungen dann voll auf den Gegenzug übertragen wurden. Diese Versuche wurden stets spätestens nach einigen Wochen aufgegeben.
Mit dem Fahrplanwechsel im Dezember 2002 wurde der Zuglauf von Bielefeld nach Hamm verkürzt. Für die Verbindung nach Bielefeld ist in Hamm ein Umstieg in die Ems-Börde-Bahn (RB 69) möglich. Der NRW-Express hielt seitdem auf dem letzten Teilstück ab Dortmund nicht mehr nur in Kamen, sondern zweistündlich an allen fünf Bahnhöfen der Strecke. Durch die Verkürzung des Zuglaufs sollte die Pünktlichkeit deutlich gebessert werden. Eine durchgängige Verbindung aus dem Rheinland und dem Ruhrgebiet über Bielefeld bis nach Minden besteht seitdem durch den damals neu geschaffenen Westfalen-Express (RE 6), der seit 2016 als „Rhein-Weser-Express“ bezeichnet wird.
Zur Fußball-Weltmeisterschaft 2006 wurde ein WM-RE1 als spezielle Verstärkerlinie eingerichtet, der in der Zeit von 14:00 Uhr bis 02:30 Uhr von Düsseldorf über Duisburg, Essen und Dortmund nach Hamm fuhr.
Am 31. Juli 2006 kam es zu einem versuchten Bombenanschlag auf den NRW-Express, der aufgrund eines handwerklichen Fehlers beim Bau der Bomben fehlschlug.
Seit dem Fahrplanwechsel im Dezember 2010 verkehrte der Zug täglich alle zwei Stunden über Hamm hinaus nach Paderborn. Zudem hielt er nur noch in den Tagesrandlagen in Dortmund-Scharnhorst, Dortmund-Kurl, Kamen-Methler und Nordbögge. Der erste Frühzug nach Paderborn bediente zudem zwischen Hamm und Paderborn alle Unterwegshalte.
Die sukzessive Einführung eines sechsten Wagens in jedem Zuglauf seit März wurde im September 2011 abgeschlossen. Dadurch wurde das Sitzplatzangebot von 602 auf 735 Plätze pro Zug erhöht.
Im Zuge der Planungen zum Rhein-Ruhr-Express wurde der NRW-Express zum Fahrplanwechsel im Dezember 2016 in einem Teilnetz im Rahmen des Vorlaufbetriebes des RRX ausgeschrieben. Der Linienverlauf des RE 1 wurde bereits ab Dezember 2016 auf den Abschnitt Aachen–Hamm verkürzt. Der Streckenabschnitt Hamm–Paderborn wird dafür von der gleichzeitig ausgeschriebenen Linie RE 11 bedient. Im Rahmen der sogenannten RRX-Interimsvergabe wurden die Leistungen von Dezember 2016 an bis zur Inbetriebnahme der RRX-Fahrzeuge vom Typ Siemens Desiro HC im Juni 2020 durch DB Regio erbracht. Zum Fahrplanwechsel am 14. Juni 2020 sollte der RRX-Ausschreibungsgewinner Abellio Rail NRW den Betrieb vollständig übernehmen. DB Regio führte jedoch weiterhin Fahrten mit den bisherigen Fahrzeugen durch, da Abellio die Ausbildung von Personal aufgrund der COVID-19-Pandemie aussetzen musste. Zum Fahrplanwechsel am 13. Dezember 2020 erfolgte die vollständige Übernahme der Linie durch Abellio.
Nach der Insolvenz von Abellio wird der Betrieb der Linie seit dem 1. Februar 2022 im Rahmen einer Notvergabe von National Express durchgeführt.
Zu Veranstaltungen und Großereignissen in Nordrhein-Westfalen werden auf der Linie RE 1 auf verschiedenen Abschnitten bedarfsgerecht mehrmals jährlich Verstärkerzüge, vor allem zwischen Köln und Düsseldorf eingesetzt. Diese Züge werden in einem separaten Verkehrsvertrag für Sonderverkehre auf verschiedenen Linien in NRW von TRI Train Rental mit unterschiedlichen Fahrzeugen, häufig n-Wagen betrieben.

## Zuglauf

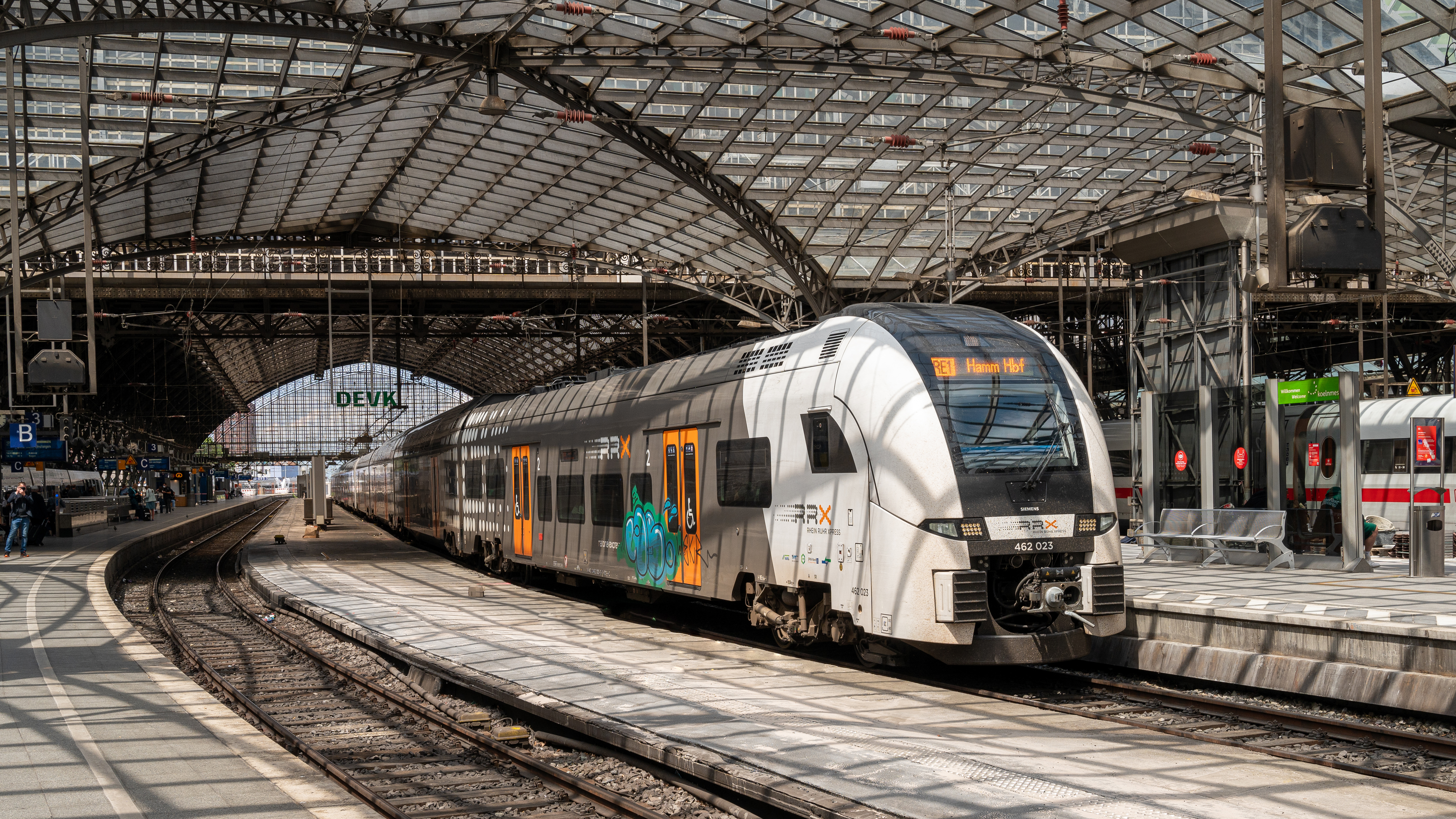
NRW-Express in Köln Hbf

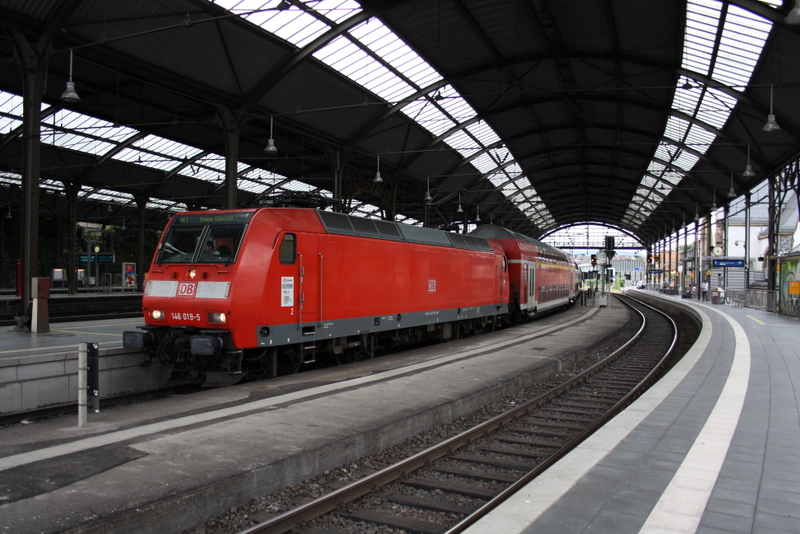
NRW-Express in Aachen Hbf

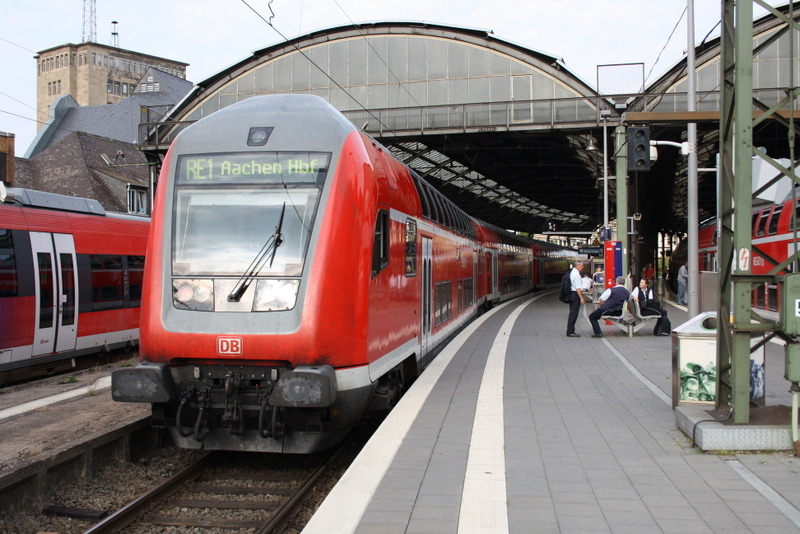
Steuerwagen in Aachen Hbf

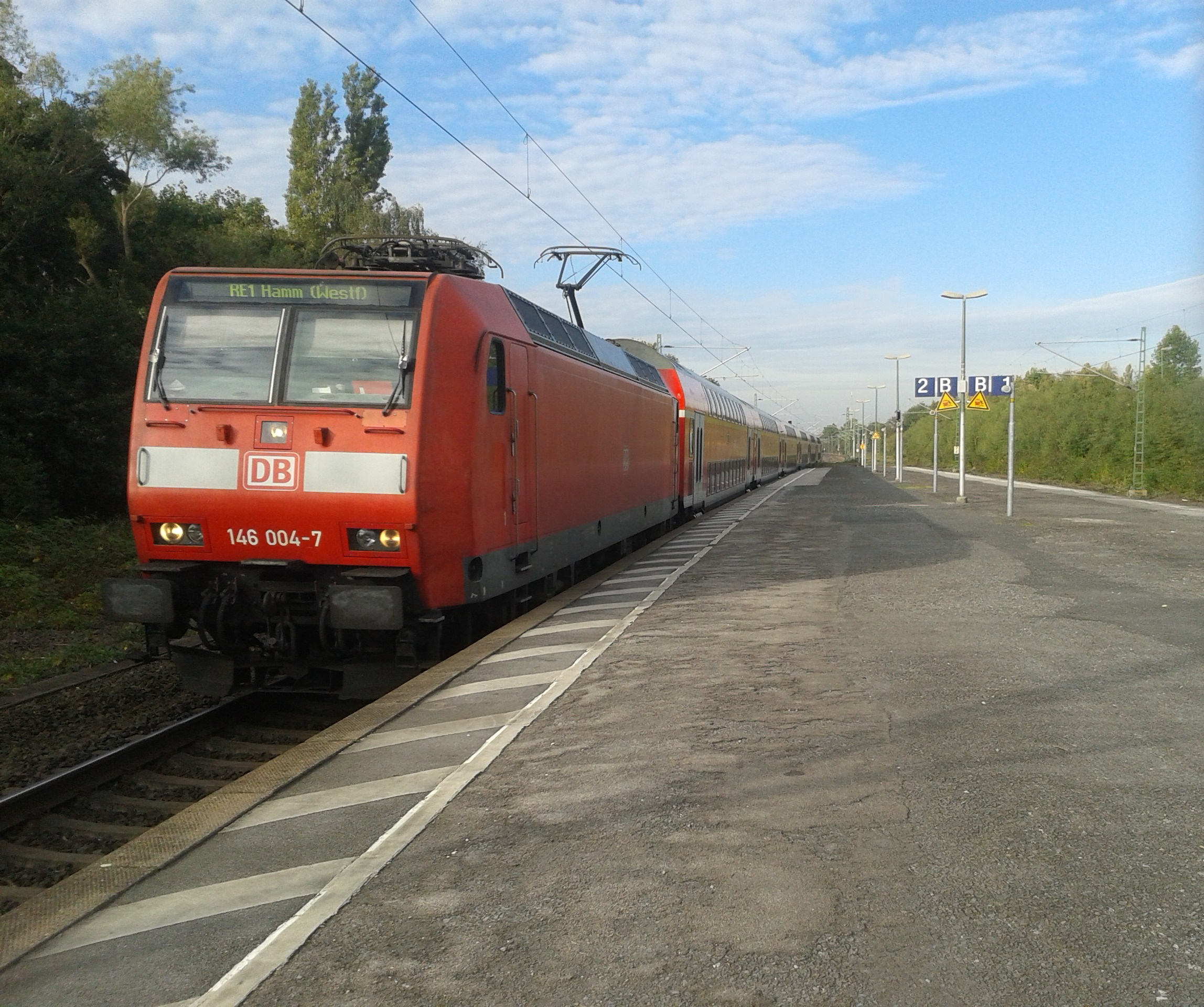
Der RE 1 erreicht Wattenscheid

Der NRW-Express verkehrt täglich im Stundentakt zwischen Aachen und Hamm. Er benutzt dabei insgesamt vier Eisenbahnstrecken:
- die Bahnstrecke Dortmund–Hamm (ehem. CME) durchgehend (gemeinsam mit allen Zügen des Regional- und Fernverkehrs),
- die Ruhrstrecke Dortmund–Duisburg (ehem. BME) durchgehend (Fernverkehrsgleise, gemeinsam mit allen Zügen des Regional- und Fernverkehrs),
- die Bahnstrecke Köln–Duisburg (ehem. CME) durchgehend (Fernverkehrsgleise, siehe Anmerkung unten),
- die Bahnstrecke Aachen–Köln (ehem. RhE) durchgehend (gemeinsam mit allen Zügen des Regional- und Fernverkehrs).

Auf dem vier- bis sechsgleisigen Abschnitt zwischen Duisburg und Düsseldorf benutzt der NRW-Express durchgehend die Fernverkehrsgleise, ebenso wie der Rhein-Express (RE 5). Dagegen befahren der Rhein-Haard-Express (RE 2), der Rhein-Emscher-Express (RE 3), der Rhein-Weser-Express (RE 6), der Rhein-Hellweg-Express (RE 11) und der Rhein-IJssel-Express (RE 19) abschnittsweise die Gleise der S-Bahn oder – soweit vorhanden – die sogenannten Ortsgleise.
Zuvor hat der NRW-Express zwei weitere Eisenbahnstrecken genutzt:
- bis 2002 die Bahnstrecke Hamm–Minden (ehem. CME) zwischen Bielefeld und Hamm (gemeinsam mit allen Zügen des Regional- und Fernverkehrs) sowie
- von 2002 bis 2016 zweistündlich die Bahnstrecke Hamm–Warburg (ehem. KWE) zwischen Paderborn und Hamm (gemeinsam mit allen Zügen des Regional- und Fernverkehrs).

### Verknüpfung mit weiterem Verkehr
Der NRW-Express ist stark mit den weiteren Angeboten des Schienenpersonennahverkehrs verknüpft. Auf einem großen Abschnitt verläuft er parallel zu S-Bahn-Linien. Darüber hinaus erfolgen Angebotsverdichtungen durch weitere Regional-Express-Linien im Stundentakt entlang seines Zuglaufs:
- zwischen Essen und Düsseldorf durch den Rhein-Haard-Express (RE 2),
- zwischen Hamm und Dortmund sowie zwischen Duisburg und Düsseldorf durch den Rhein-Emscher-Express (RE 3),
- zwischen Duisburg und Köln durch den Rhein-Express (RE 5),
- zwischen Hamm und Düsseldorf durch den Rhein-Weser-Express (RE 6) und den Rhein-Hellweg-Express (RE 11),
- zwischen Köln und Aachen durch den Rhein-Sieg-Express (RE 9),
- zwischen Bochum und Essen durch den Ruhr-Lenne-Express (RE 16),
- zwischen Duisburg und Düsseldorf durch den Rhein-IJssel-Express (RE 19),
- zwischen Essen und Duisburg durch den Niers-Haard-Express (RE 42).

Zusätzlich verkehren in den Zeiten des Berufsverkehrs zwischen Aachen und Köln Messe/Deutz jeweils fünf Minuten vor dem regulären Zug Verstärker, um so der Überfüllung durch Berufspendler entgegenzuwirken.
Der NRW-Express ist in Aachen, Köln, Düsseldorf, Duisburg, Essen, Dortmund und Hamm mit dem übrigen Regional- und Nahverkehrsnetz in NRW verknüpft. Zudem sichert er dort direkte Anschlüsse an den Schienenpersonenfernverkehr.

### Aufgabenträger
An der Bestellung des NRW-Express sind alle drei nordrhein-westfälischen Aufgabenträger beteiligt: der Zweckverband go.Rheinland (go.Rheinland), der Verkehrsverbund Rhein-Ruhr (VRR) und der Zweckverband Nahverkehr Westfalen-Lippe (NWL).

### Tarife
Auf seinem Zuglauf durchquert er vier Tarifräume: den Aachener Verkehrsverbund (AVV), den Verkehrsverbund Rhein-Sieg (VRS), den Verkehrsverbund Rhein-Ruhr (VRR) und den Westfalentarif (WT). Verbundüberschreitend kommen der NRW-Tarif und der Deutschlandtarif sowie der VRS-Tarif für Fahrten zwischen VRS- und AVV-Gebiet zur Anwendung.

## Rollmaterial
Die von DB Regio eingesetzten Wendezüge bestanden aus fünf bis sechs Doppelstockwagen, die meistens mit einer Elektrolok der Baureihe 146 für Geschwindigkeiten bis zu 160 km/h bespannt waren. Im Falle eines Ausfalls einer Lok der Baureihe 146 kam ersatzweise eine Lok der Baureihe 111 zum Einsatz.
Von Juni bis Dezember 2020 fand ein Mischbetrieb mit den neuen Desiro HC im RRX-Design durch Abellio und den lokomotivbespannten Wendezügen der Deutschen Bahn statt. Der vollständige Betrieb wurde durch Abellio kontinuierlich mit dem Abschluss der Triebfahrzeugführer-Ausbildungsgruppen übernommen. Seit dem Fahrplanwechsel im Dezember 2020 ist Abellio alleiniger Betreiber der Linie, seitdem kommen ausschließlich Desiro HC zum Einsatz.

## Zuverlässigkeit
Die Züge des NRW-Expresses wiesen im Jahr 2015 eine durchschnittliche Verspätung von 4,4 Minuten je Fahrt auf. Damit ist er nach dem Rhein-Express (RE 5) die Regional-Express-Linie mit der zweithöchsten durchschnittlichen Verspätung im Gebiet des Zweckverbandes go.Rheinland. Im Jahr 2014 lag die durchschnittliche Verspätung bei 3,85 Minuten und im Jahr 2012 bei 3,2 Minuten je Fahrt.
|      | 2009    | 2010    | 2011    | 2012    | 2013    | 2014    | 2015    | 2016    | 2017    | 2018    | 2019    | 2020    | 2021    | 2022    | 2023    | 2024    |
| RE 1 | 79,90 % | 68,80 % | 74,50 % | 72,00 % | 67,90 % | 69,30 % | 64,90 % | 73,10 % | 60,00 % | 58,80 % | 70,00 % | 76,60 % | 74,90 % | 59,90 % | 69,10 % | 55,00 % |